# 彭鍵基
彭鍵基，SBS（1947年8月1日—），是香港高等法院原訟庭法官。彭鍵基是有名的「公職王」，他是「離職公務員就業申請諮詢委員會」主席，亦是「截取通訊及監察事務小組」法官，又是「前任行政長官及政治委任官員離職後工作諮詢委員會」主席及人事登記審裁處總審裁員。2015年12月11日起，彭鍵基出任公眾集會及遊行上訴委員會主席，為期兩年。
他是為無律師代表訴訟人提供的法律意見督導委員會主席，但亦因此而為人所詬病，立法會議員吳靄儀曾指彭鍵基做太多公職：「我覺得法官便是法官，法官應該專心審案，法官不應周圍做選管會，這些委員會那些委員會，因為這個對司法界的形象，對司法界的工作沒有幫助的。」

## 「一案三判」司法醜聞
涉及案件的「田氏印嘜膠貼商標廠有限公司」，因違犯工廠及工業經營條例，在原審時判罰25000元，公司於2007年9月向原訟庭上訴。當時負責的法官彭鍵基於處理上訴案件時，口頭裁決時判上訴得直，但理由稍後才宣判。然而書面裁決卻於2008年5月才判出，書面判詞亦改為「駁回上訴」。後來修正錯誤頒下「得直」判詞，以符合之前所作出的口頭判決。終審法院首席法官李國能狠批彭官於口頭裁決後七個半月才頒下書面判案理由並不合理，在判詞上犯錯更影響公眾對司法的信心。終審法院又指，彭官改判「駁回上訴」，必然是忘了上訴得直的口頭裁決，亦沒有翻查記錄，而判詞延誤亦是導致有關錯誤的原因之一。彭鍵基亦已向終審法院首席法官極力保證絕不會再有這樣的遲延及這類的錯誤發生。由於香港為確保司法獨立不受任何壓力影響，法官採取終身制，所以彭鍵基於這事情上無須負上任何責任，亦無需就事件請辭。
個案令市民大眾譁然，不只是當中延誤了七個月，更重要的是黑白顛倒。同一個案件同一個法官時黑時白，令人質疑判決的標準及公信力。

## 梁展文入職新世界集團事件
2008年8月1日，前房屋及規劃地政局常任秘書長梁展文出任新世界發展的子公司新世界中國地產，任執行董事及副董事總經理，合約3年，年薪312萬港元，另加花紅。公眾質疑梁在任職政府期間，用低於市值的價錢將居屋紅磡紅灣半島賣給新世界發展，但退休後卻任職新世界集團，顯然是利益輸送。事件被傳媒揭發不久，有指梁展文與負責審批其受聘申請的高等法院原訟庭法官彭鍵基，同為拔萃男書院校友，兩人昔日是要好的同班同學（1964年至1966年中六至中七）。有男拔老校友憶述，梁展文、彭鍵基及范鴻齡三人是同班同學，三人經常與田北俊結伴，「時（四人）都係同一堆，但唔清楚相隔幾十年後有冇聯絡。」公務員事務局發言人回應稱，彭鍵基處理個案前已申報兩人關係。但多個政黨認為彭應避嫌拒絕參與審批，如今卻有瓜田李下之嫌。

## 學歷
- 九龍塘宣道小學[11]
- 拔萃男書院
- 加拿大聖母學院（Athol Murray College of Notre Dame）（1966年至1967年）[1]
- 加拿大皇后大學文學士（1967年至1970年）[1]
- 加拿大皇后大學榮譽法學博士
- 英國林肯法律學院會員（1975年至1978年）[1]
- 英國、香港及澳洲維多利亞省大律師

## 参見
- 等候英女皇發落
- 香港選舉制度

## 外部參考
- 香港離職公務員就業申請諮詢委員會，主席 （页面存档备份，存于）